# Peter Zoller
Peter Zoller (16 de septiembre de 1952) es un físico teórico austríaco, experto en átomos fríos, óptica cuántica e información cuántica. Pionero en el campo de la computación y comunicación cuántica.

## Biografía
Nace en Innsbruck, Austria, ciudad donde estudia física y se doctorará en 1977 por la Universidad de Innsbruck. Comienza su andadura científica en centros de distintos países como la Universidad del Sur de California, el laboratorio de Astrofísica de la Universidad de Colorado en Boulder o la Universidad de París-Sur.
En 1994 regresa a la Universidad de Innsbruck, siendo responsable del instituto de Física Teórica desde 1995 a 1999, y como vicedecano de la universidad desde 2001 a 2004. Desde 2003 es el director científico del Instituto de óptica e información cuántica de la Academia Austríaca de las Ciencias.
Ha recibido numerosos premios prestigiosísimos en física, entre ellos, la Medalla Max Planck en 2005, la Medalla Dirac en 2006, el Premio Fundación BBVA Fronteras del Conocimiento 2008 en la categoría de Ciencias Básicas junto a Ignacio Cirac y la Medalla Benjamin Franklin 2010. En el año 2013 se le concede el premio Wolf de Física compartido con Juan Ignacio Cirac Sasturain. Lleva varios años siendo candidato al Premio Nobel de Física.

## Obra científica
En 1995, Peter Zoller colaborando junto al físico español Juan Ignacio Cirac presentó la descripción teórica del primer ordenador cuántico, basado en trampas de iones, en las que átomos cargados eléctricamente y enfriados son atrapados por un campo eléctrico y manipulados con láseres. Las teorías enunciadas por Cirac y Zoller han inspirado el desarrollo de vías experimentales en simulación cuántica y en ingeniería de sistemas, en un rango que comprende desde los átomos e iones hasta la materia condensada.